# Siren (pelicula de 2016)
Siren (estilizada como SiREN) es una película de terror estadounidense de 2016 dirigida por Gregg Bishop y escrita por Ben Collins y Luke Piotrowski. Es el primer spinoff de la franquicia V/H/S y una adaptación de largometraje del segmento "Noche amateur" de David Bruckner de la película de terror de antología V/H/S de 2012. Se estrenó el 2 de diciembre de 2016 en cines, en DVD el 6 de diciembre de 2016 y en Netflix el 1 de enero de 2020. La película se centra en Jonah (Chase Williamson) y sus padrinos de boda el día antes de su boda, cuando emprenden una noche de fiesta y libertinaje. Sin embargo, la fiesta se convierte en una lucha feroz por la supervivencia cuando liberan involuntariamente a un depredador legendario en medio de la celebración.

## Argumento
Jonah sale con su hermano Mac y sus amigos Rand y Elliot para su despedida de soltero en un club secreto. El dueño, Nyx, los recibe y, al escuchar que Jonah quiere una experiencia sin engaños, lo envía a una habitación privada.
Jonah ve a una mujer cautiva al otro lado de una ventana de cristal. Intenta hablar con ella y ella comienza a cantar. Jonah, en trance, de repente revive todos los encuentros sexuales que ha tenido de una vez. Temiendo que la mujer sea una esclava sexual, Jonah y sus amigos la ayudan a escapar, y ella mata a un guardia, revelando una forma demoníaca. Después de que los amigos huyen en un coche, la mujer los persigue, choca el coche y secuestra a Elliot.
Nyx y sus hombres secuestran a Rand y lo torturan por la criatura: Lilith. Jonah y Mac escapan a un restaurante, pero Lilith los encuentra, mata a la gente que está dentro y se va volando con Jonah. En una cantera, Lilith utiliza una fantasía en trance de ser Eva, la prometida de Jonah, para violarlo. Cuando recupera el sentido, Jonah regresa a su hotel donde Nyx ofrece un intercambio de Rand por Lilith en una iglesia cercana.
En la iglesia, Nyx dice que Lilith es una súcubo que él había encarcelado previamente y que necesita a Jonah para recapturarla. Lilith llega y Jonah le dice que la dejará ir si él y Rand pueden irse. Lilith mata a Nyx y a sus secuaces, y luego libera a Jonah con un beso después de que Mac es asesinado.
Un año después, Jonah y Eva están celebrando su aniversario y, después de hacer el amor, Jonah baja las escaleras y ve a Eva dormida en el sofá, dándose cuenta de que Lilith usó otro trance arriba. Ella ataca a Eva y Jonah dice que irá con ella si perdona a Eva. Lilith agarra a Jonah y vuelan juntos en la noche.

## Reparto
- Chase Williamson como Jonah
- Hannah Fierman como Lilith
- Justin Welborn como Sr. Nyx
- Hayes Mercure como Rand
- Michael Aaron Milligan como Mac
- Brittany S. Hall como Ash
- Randy McDowell como Elliott
- Lindsey Garrett como Eva
- William Mark McCullough como El Adicto
- Patrick Wood como Portero
- Stephen Caudill como Sheriff Boone
- Brian F. Durkin como Oficial O'Brian
- Preston James Hillier como Oficial Collins
- Ava Atwood como Joven Lily

## Producción
En mayo de 2015, Chiller Films anunció que Siren, un spin-off de V/H/S basado en el segmento "Noche amateur" y escrito por Ben Collins y Luke Piotrowski, se estrenaría en 2016. En agosto de 2015, Ain't it Cool News informó que la producción estaba en marcha en Savannah, Georgia, con Hannah Fierman repitiendo su papel y Gregg Bishop como director. David Bruckner, creador del segmento original, inicialmente estaba programado para dirigir, pero finalmente rechazó la oferta debido a su participación en un reinicio no realizado de Viernes 13. El productor Brad Miska luego ofreció la película a Bishop, con quien había colaborado anteriormente en V/H/S: Viral. Bruckner estuvo muy involucrado en el proyecto, sirviendo como productor ejecutivo, director de segunda unidad y supervisando el desarrollo del guion con Collins y Piotrowski. Los cineastas optaron por no utilizar el formato de metraje encontrado para diferenciar la película del cortometraje.
A pesar de que el estudio estaba promoviendo a otras actrices para el papel de Lily, el director Gregg Bishop insistió en que Hannah Fierman retomara su papel como Lily, afirmando que ella era la razón principal por la que el personaje era tan icónico en el cortometraje. Fierman inicialmente estaba indecisa sobre regresar al papel de Lily, pero finalmente se unió al proyecto después de verse atraída por la propuesta de Bruckner. La actriz también participó en las audiciones para el papel durante el proceso de selección.
Para las partes de la película en las que Lily canta, los cineastas decidieron en la preproducción utilizar la voz de Hannah Fierman para el canto. Ella hacía playback con una pista guía en la primera toma solo para obtener la melodía y el ritmo de la canción (los cineastas nunca tenían la intención de usar esa toma), y en las tomas siguientes ella cantaba realmente. Justin Welborn fue elegido como Mr. Nyx, quien también actuó en la película de Bruckner The Signal y en la de Bishop Dance of the Dead.
La película estaba programada para ser filmada en 18 días y tenía un presupuesto de menos de medio millón de dólares. La postproducción se apresuró y como resultado, varias tomas finales de efectos visuales no fueron aprobadas por el director debido a que la casa de postproducción tuvo que incluirlas y entregar la película.

## Lanzamiento
Siren se estrenó el 2 de diciembre de 2016 a través de Chiller Films y luego se lanzó en DVD el 6 de diciembre de 2016 a través de Universal Home Video. Posteriormente, la película se lanzó en Netflix el 1 de enero de 2020.

## Recepción
En el sitio web de agregación de reseñas Rotten Tomatoes, el 65% de las críticas de 20 críticos son positivas, con una calificación promedio de 5.3/10. Metacritic, que utiliza un promedio ponderado, le asignó a la película una puntuación de 54 sobre 100, basada en nueve críticos, lo que indica "reseñas mixtas o promedio".
Ain't It Cool News calificó a SiREN como una "sólida película de monstruos con un fuerte elenco". Los Angeles Times la elogió como una "expansión ingeniosa y segura de un cortometraje fantástico". We Are Indie Horror la calificó como una "fenomenal y intensa adaptación de 'Noche amateur' que supera con creces el cortometraje en tono y acción. SiREN se destaca por sí misma y es imprescindible". Horror Freak News nombró a SiREN como una de las "mejores películas de terror de 2016".